# Eugène Sartory
Eugène Nicolas Sartory (Mirecourt, 22 settembre 1871 – Mirecourt, 5 marzo 1946) è stato un archettaio francese.
Esponente della scuola di Mirecourt, dopo aver appreso i rudimenti con il padre, ha studiato a Parigi con Charles Peccatte e Joseph Alfred Lamy père, aprendo poi una sua bottega a soli diciotto anni, nel 1889. Autore dallo stile caratteristico, ha ottenuto notevoli riconoscimenti ed è considerato il massimo esponente della scuola francese moderna.

## Biografia
Nato a Mirecourt, figlio dell'archettaio Joseph Eustache Sartory e sua moglie Francine Catherine Buclier, venne avviato allo studio dell'archetteria da suo padre, che lo istruì sulle basi. Si spostò in seguito a Parigi, dove studiò con Charles Peccatte e poi con Joseph Alfred Lamy père, per poi aprire nel 1889 una propria bottega al numero 12 di Boulevard Bonne Nouvelle. Il 1º aprile 1899 sposò Marie Joséphine Jaquet (figlia del liutaio Gabriel Jacquet), dalla quale ebbe Renée e Gabrielle.
Intorno al 1897 impiegò come apprendista il tedesco Hermann Wilhelm Prell, che rimase nella sua bottega per circa un anno. Altro allievo tedesco fu Otto Albert Hoyer. Nel 1902 trasferì la sua attività in Faubourg Poissonnière, al numero 13. La scelta del luogo fu condizionata dalla vicinanza al conservatorio; dieci anni dopo si trasferirà al numero 3 di Trévise, una zona meno affollata da archetterie, in quanto grazie alla grande popolarità acquisita nel frattempo non aveva più necessità di mantenere la sua attività nei pressi dell'istituto musicale per attirare clienti. Lavorò spesso per altri atelier e costruì archi con montature economiche fino al 1910 circa, quando iniziò ad affermarsi tra i grandi nomi. Ebbe come apprendisti Louis Morizot, Jules Fetique, e Louis Gillet.
Nel 1921 viaggiò per gli Stati Uniti d'America, e intentò senza successo una causa legale a New York a causa di presunti archi contraffatti marchiati a suo nome. Nel 1933 perse sua moglie Marie Joséphine. Si sposò nuovamente nel febbraio 1935, con Emilie Joséphine Augustine. Morì il 5 marzo 1946 e, in osservanza alle sue ultime volontà, venne sepolto nella sua città natale, Mirecourt.

## Caratteristiche
Il suo stile fu caratteristico e coerente nel tempo, ispirato alla produzione di Lamy padre e Voirin, del quale rinforza e raffina le caratteristiche. Nel primo periodo impiegò soprattutto pernambuco scuro, mentre nella sua tarda produzione usò pernambuco chiaro in più larga misura. Il suo timbro era "E.SARTORY A PARIS". Mentre nella produzione giovanile usò spesso montature economiche in alpacca, gli archi della maturità hanno tipicamente ricche finiture in argento, oro, tartaruga e pelle di lucertola.

## Premi
- 1894 Lione, Exposition internationale et coloniale
- 1897 Bruxelles
- 1900 Parigi, Esposizione di Parigi
- 1905 Liegi, Liège International
- 1906 Milano, Esposizione internazionale di Milano
- 1908 Londra, Franco-British Exhibition[4][2]